# Strindheim IL
Strindheim IL är en sportklubb i Trondheim, Norge, bildad 17 januari 1948. Klubben bedriver sektioner för basket, friidrott, handboll, fotboll, hastighetsåkning på skridskor och längdskidåkning.

## Fotboll
Laget spelade i Norges högsta division 1984 och 1995, och föll ur båda gångerna.

## Skidåkning
Längdskidåkningsverksamheten har haft deltagare i flera världscupdeltävlingar, bland andra Petter Northug. Vasaloppets segrare 2014 och 2016, John Kristian Dahl, tillhör också klubben.

### Fotnoter
1. ↑  Rolf Bryhn. ”Strindheim Idrettslag” (på norska). Store norske leksikon. https://snl.no/Strindheim_Idrettslag. Läst 29 september 2017.